# كانتون (تقسيم إداري)

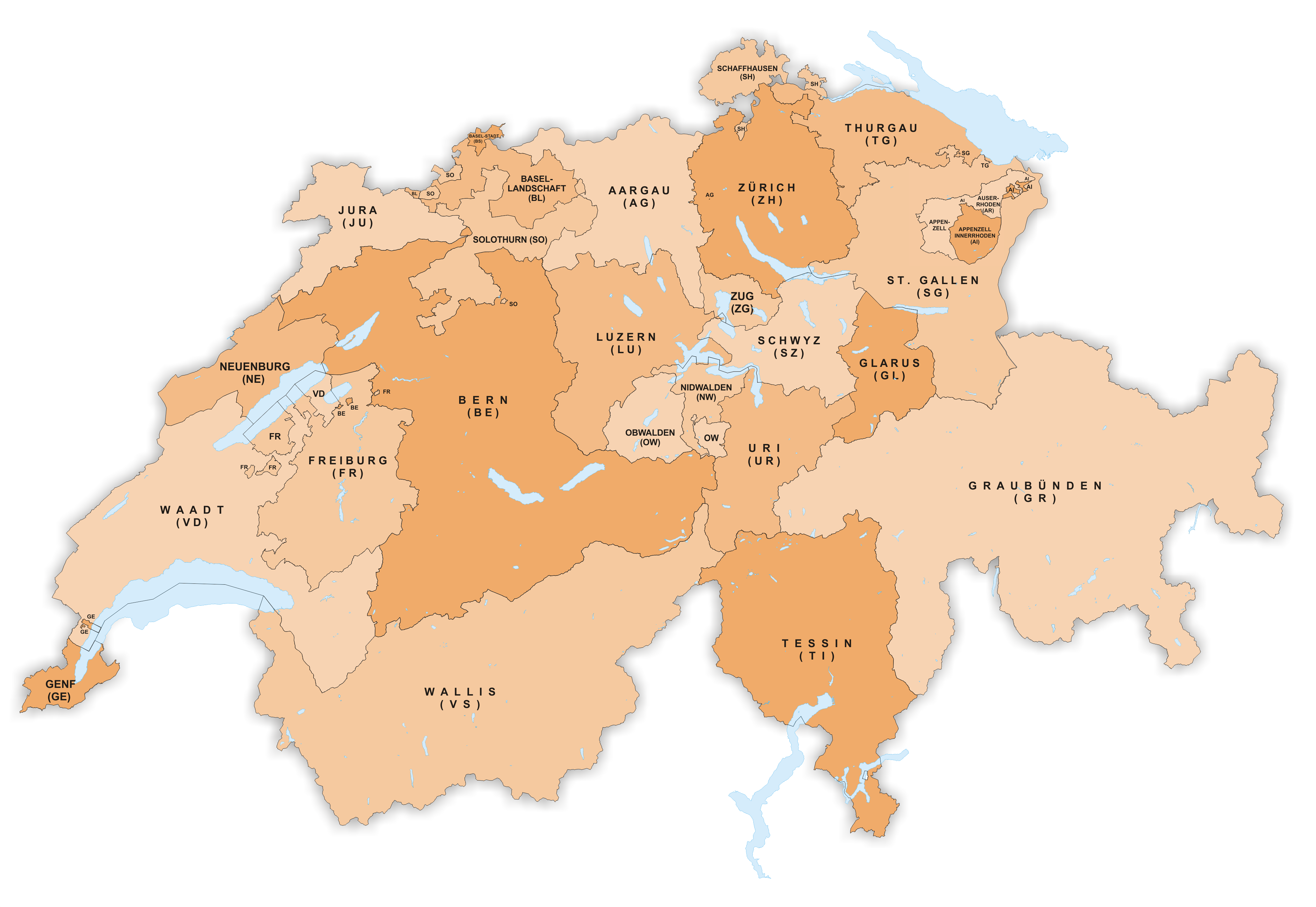

الكانتون هو عبارة عن تقسيم إداري. عمومًا، الكانتونات صغيرة نسبيًا من حيث المساحة والسكان عندما تقارن بالتقسيمات الأخرى مثل المحافظات أو الإدارات أو الأقاليم. أشهر الكانتونات وأهمها سياسيًا هي تلك في سويسرا، والكانتونات في كوستاريكا.